# Tjeckiens riksvapen

Tjeckiens stora riksvapen.

Tjeckiens lilla riksvapen.

Tjeckiens riksvapen finns i två versioner, ett stort vapen och ett litet vapen. Vapnen består bara av en sköld, det stora kvadrerat och det lilla med bara ett fält som motsvarar första och fjärde fälten i det stora vapnet.
Det stora vapnet är sammansatt av tre vapen som representerar Tjeckiens tre historiska landskap, se landskap i Tjeckien. Böhmens vapen, ett lejon av silver på röd botten, är med dubbelt, i första och fjärde fältet. Mähren finns representerat genom den röd-silverrutiga örnen på blå bakgrund; det mähriska vapnet finns i andra fältet. Schlesien är representerat genom den svarta örnen på guldbotten som utgör sköldens tredje fält.
Tjeckiens riksvapen infördes 1993 efter uppdelningen av Tjeckoslovakien. Det böhmiska lejonet fanns också med i alla de versioner som Tjeckoslovakiens riksvapen hade under det landets existens. De vapen som är samlade i Tjeckiens stora riksvapen fanns ännu tidigare också med i vapnen för de habsburgska härskarna i Österrike.

De enskilda vapen som ingår i det stora vapnet
Böhmens vapen
Mährens vapen
Schlesiens vapen